# Solid state (elektronica)

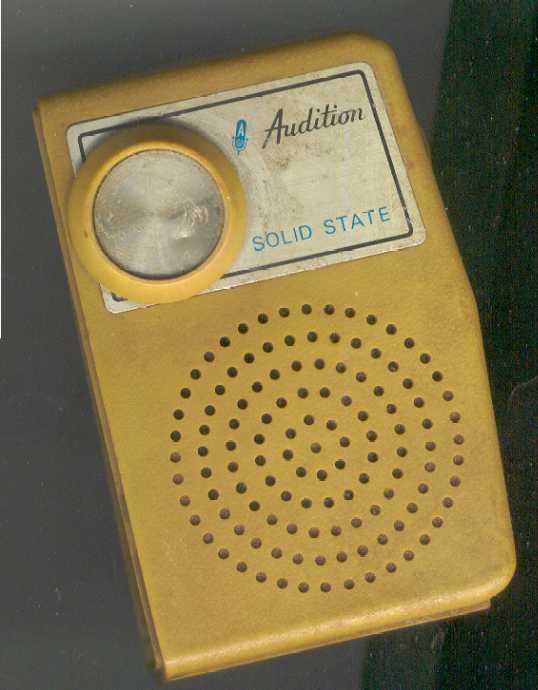
De techniek van de eerste transistorradio's werd soms met solid state aangeduid.

De aanduiding solid state wordt in de elektronica gebruikt om onderdelen, schakelingen en apparaten aan te duiden waarin halfgeleider-onderdelen worden gebruikt in plaats van elektronenbuizen en elektromechanische en bewegende onderdelen.
De naam komt ervan dat de elektronen en andere ladingsdragers zich daarbij uitsluitend in vaste stof bevinden, het terrein van de vastestoffysica, en raakte in de jaren 1950 en 1960 in gebruik, bij de overgang van elektronenbuizen naar de halfgeleidertechnologie. Dat gebeurde vooral toen dioden en transistors werden gebruikt. Een vroege vorm van een dergelijk onderdeel was de kristaldetector.
In de computertechniek wordt tegenwoordig met een solid-state drive de tegenhanger van de harde schijf aangeduid.

## Voordelen
Voordelen van halfgeleidertechniek:
- lage energiegebruik – De gloeidraad van een elektronenbuis verbruikt de nodige energie.
- klein in omvang
- licht in gewicht
- lage werkspanningen – tientallen of honderden volt bij buizen, enkele volts bij halfgeleiders
- hoge betrouwbaarheid
- minder kwetsbaar – De glazen elektronenbuis is breekbaar.

## Voorbeelden

### Diodes

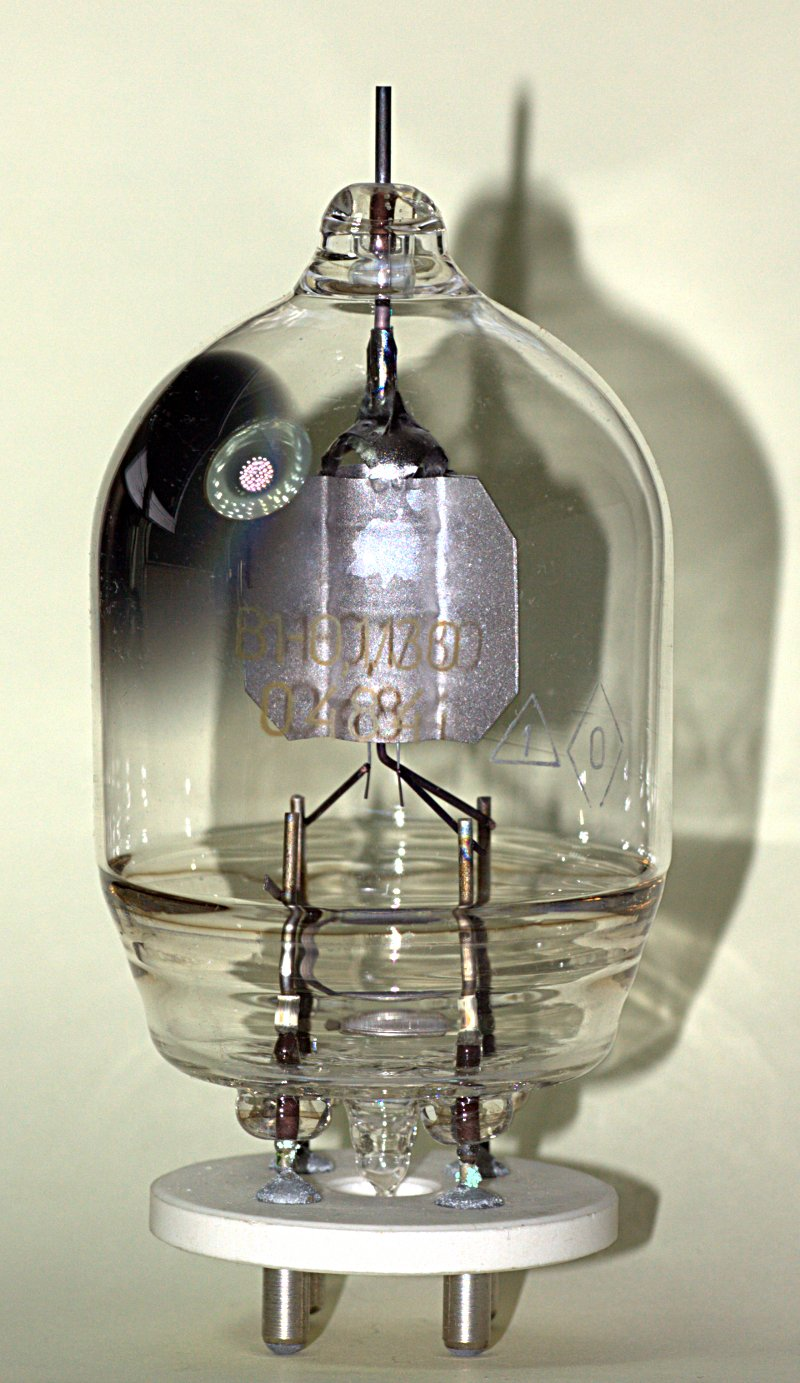
vacuümdiode
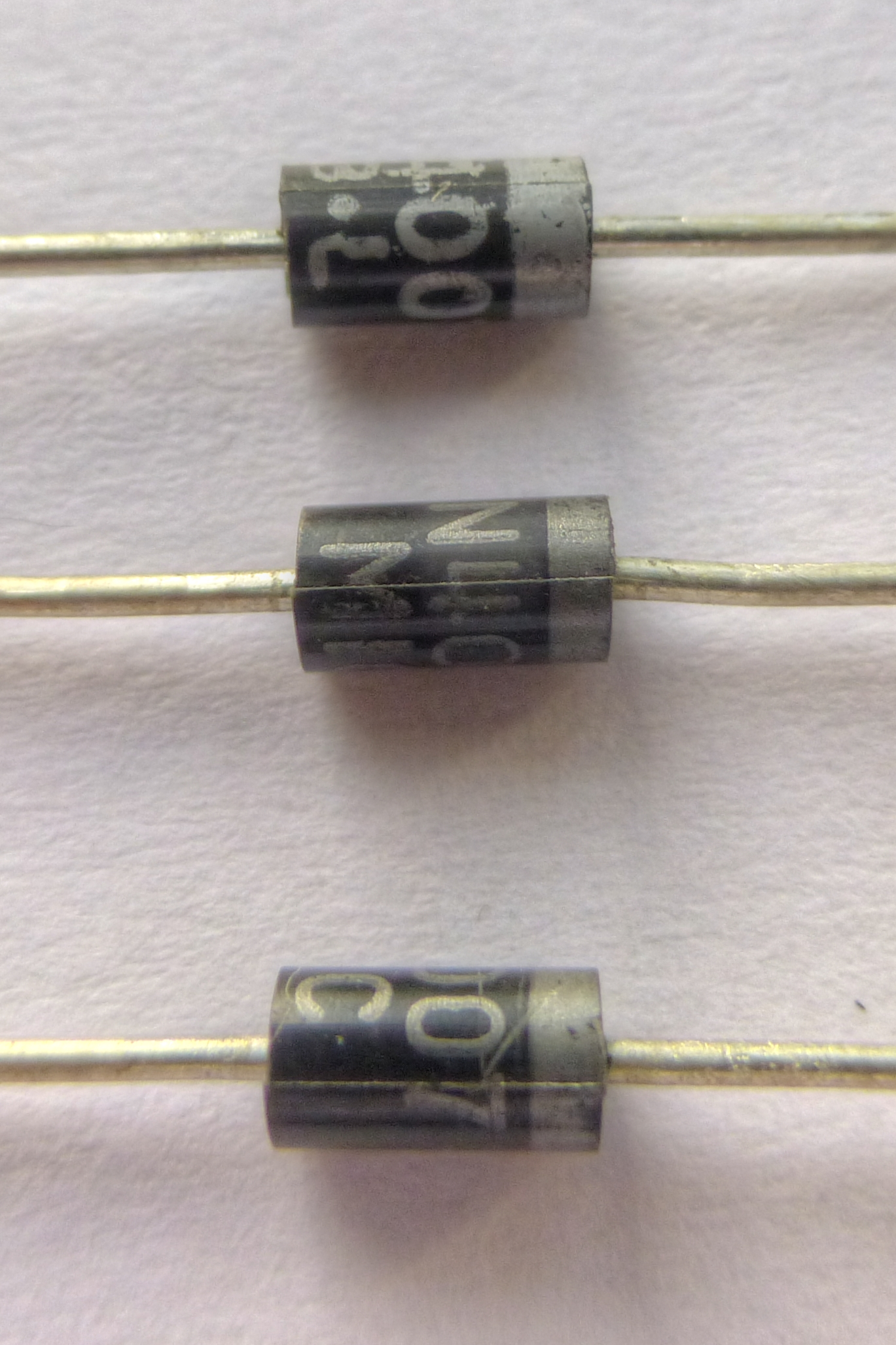
solid state halfgeleiderdiode

### Relais

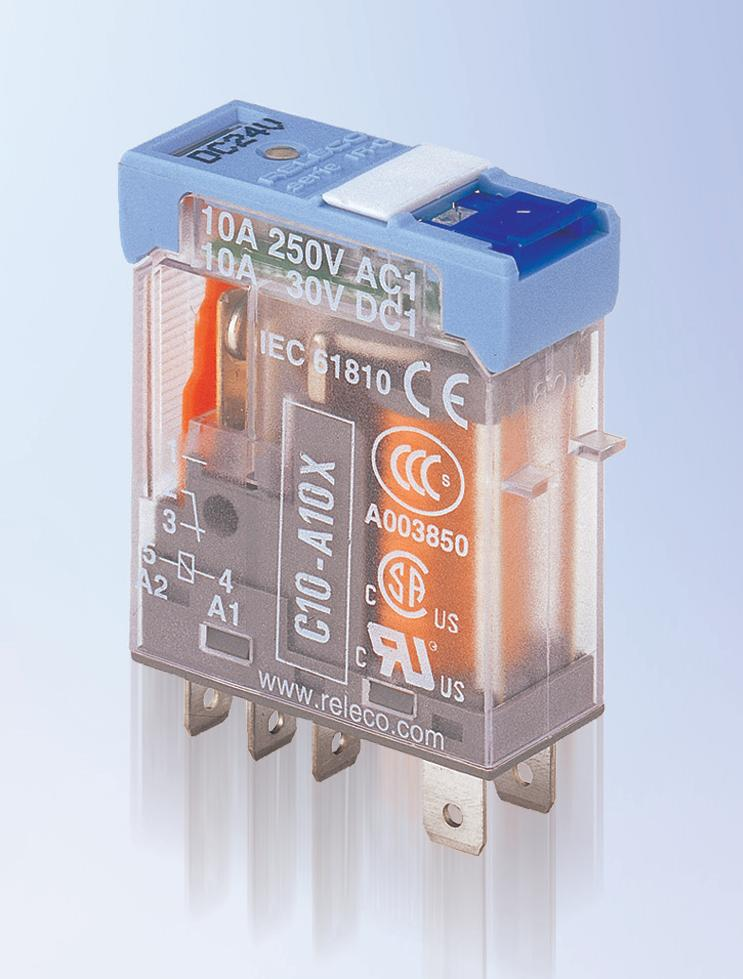
relais
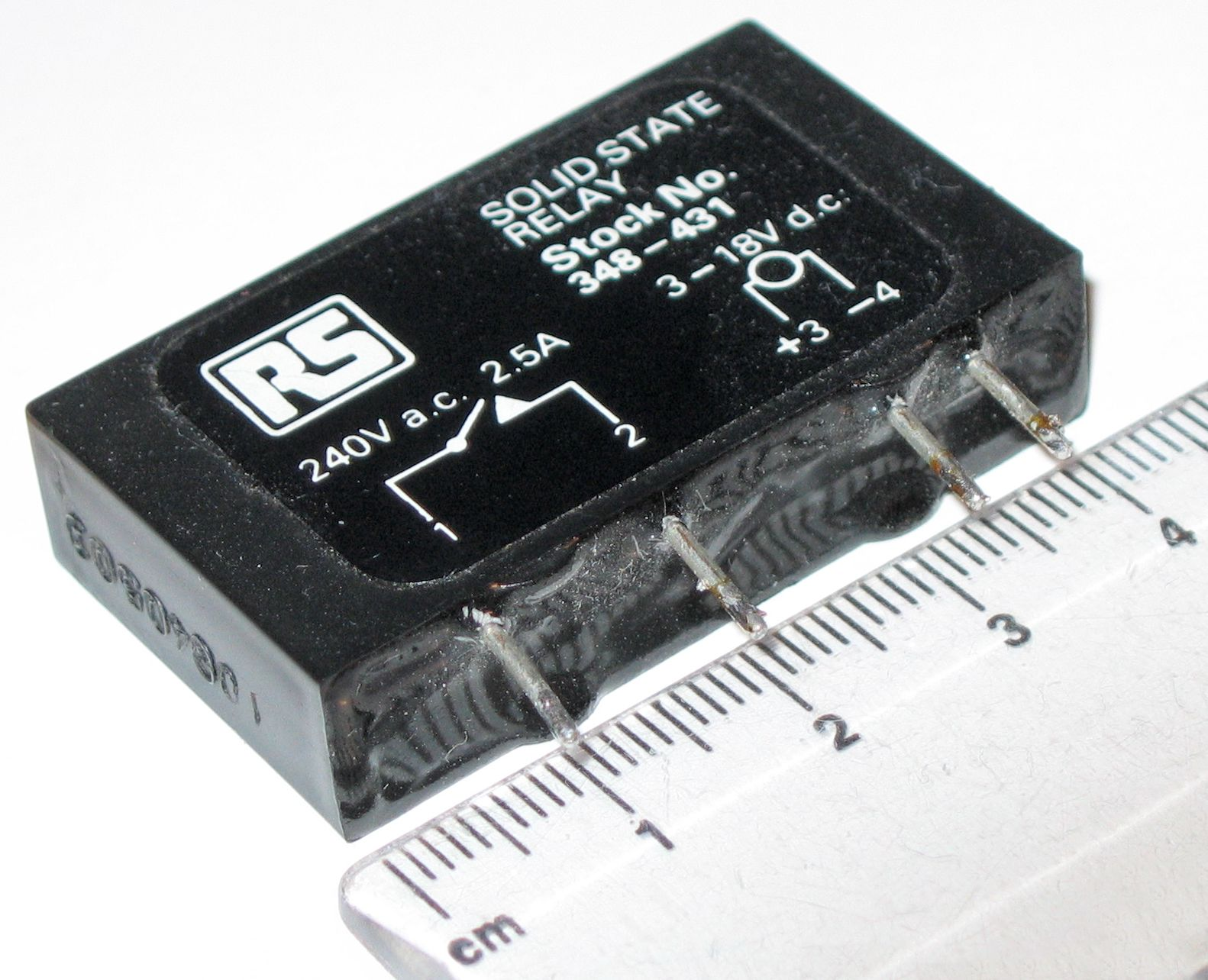
halfgeleiderrelais